# 卡瑙拜什
卡瑙拜什是巴西北大河州的一个市镇。总面积529.835平方公里，总人口8674人，人口密度16.4人/平方公里。